# کارلا برونی
کارلا گیلبرتا برونی تدسکی (به ایتالیایی: Carla Gilberta Bruni Tedeschi) (زادهٔ ۲۳ دسامبر ۱۹۶۷) خواننده، آهنگساز، مدل ایتالیایی و همسر نیکلا سارکوزی است.

## زندگی
کارلا برونی در ۲۳ دسامبر ۱۹۶۷ (میلادی) در تورین ایتالیا به دنیا آمد. وی فرزند ماریسا بورینی، هنرپیشه و پیانیست، و فرزندخوانده آلبرتو برونی تدسکی، آهنگساز اپرا و کارخانه دار است. پدر بیولوژیک کارلا برونی، موریتزیو رومرت نام دارد که برای مدتی طولانی معشوق مادر وی بوده‌است. خواهر کارلا، ولری برونی تدسکی، هنرپیشه و فیلمساز است. برادر وی، ویرژینیو، دریانورد و عکاس، در سال ۲۰۰۶ در اثر بیماری ایدز درگذشته‌است.
کارلا برونی از سال ۱۹۷۵ و با قدرت گرفتن بریگاد سرخ در ایتالیا همراه با والدینش در فرانسه اقامت گزید. از آنجا که پدر و مادر وی هر دو موزیسین بودند کارلا را برای یادگیری موسیقی تشویق کردند. وی پیانو و گیتار می‌نوازد. پس از پایان تحصیل در سوئیس به پاریس بازگشت تا هنر و معماری بخواند. اما در سن ۱۹ سالگی دانشکده معماری را ترک کرد تا به عنوان یک مدل به صورت تمام وقت به این حرفه بپردازد.
در دهه ۱۹۹۰ کارلا برونی در میان ۲۰ تن از معروفترین و موفقترین مانکنهای دنیا قرار داشت و سالانه ۵/۷ میلیون دلار درآمد داشت. از سال ۲۰۰۰ وارد دنیای موسیقی شد و تاکنون سه آلبوم موسیقی در سالهای ۲۰۰۲، ۲۰۰۷ و ۲۰۰۸ منتشر کرده و در سال ۲۰۰۴ برنده جایزه مهم ویکتوار دولا موزیک شده‌است.
نیکولا سارکوزی و کارلا برونی برای اولین بار در آخرین تعطیلات سال ۲۰۰۷ (میلادی) در کنار هم در اورو دیزنی ظاهر شدند. این دو در ۲ فوریه ۲۰۰۸ در کاخ الیزه با یکدیگر ازدواج کردند.

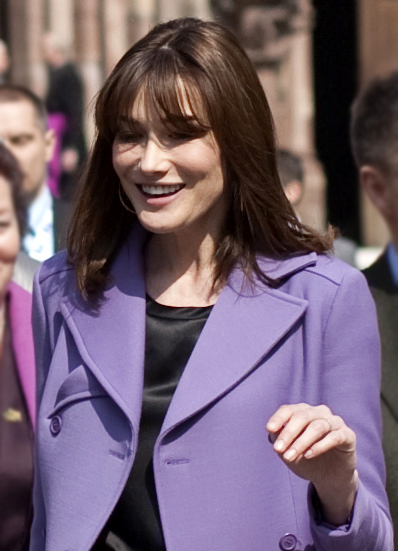
کارلا برونی، ۲۰۰۹

## آلبوم‌ها
- ۲۰۰۳ - Quelqu'un m'a dit
- ۲۰۰۷ - No Promises
- ۲۰۰۸ - Comme si de rien n'était